# King Heroin
"King Heroin" é uma canção anti-drogas de James Brown, David Matthews, Manny Rosen e Charles Bobbit. Brown gravou este poema no estúdio A&R Studios de Nova Iorque com músicos em janeiro de 1972 e foi lançada como single em março. Foi seu quinto single pela Polydor Records e alcançou o número seis na parada americana Hot Soul Singles e número quarenta na parada Billboard Hot 100 durante a primavera. A canção foi incluída no álbum de Brown de 1972 There It Is.
O poema foi originalmente escrito por Rosen, que trabalhou no Stage Delicatessen na Sétima Avenida em Manhattan. Foi escrita do ponto de vista da droga e explicado em detalhes com narrativa em primeira pessoa quais os efeitos do vício em heroína tem nas pessoas que a usam, modelos que negam sua aparência, aos "mais viris dos homens perdendo sua líbido", cometer assassinatos. O poema de Rosen foi então arranjado musicalmente por Brown, seu arranjador David Matthews e o empresário de Brown, Charles Bobbit. Brown adicionou uma introdução no início da peça musical, se referindo à heroína como "um dos maiores assassinos letais no país hoje"; e até o fim, ele afirma que "This is a revolution of the mind" – se referindo ao título do álbum ao vivo de 1971 gravado no Apollo Theater em Nova Iorque.
"King Heroin" foi mais uma das músicas socialmente conscientes de Brown, assim como outras gravações anteriores tais como "Don't Be a Drop-Out" e  "Say It Loud – I'm Black and I'm Proud."  Seu estilo de narrativa nesta canção é também considerado um precursor do hip-hop.

## Músicos
- James Brown - vocais

com banda de estúdio:
- Danny Stiles - trompete
- Marvin Stamm - trompete
- Jimmy Buffington - Trompa
- Joe Farrell - flauta, saxofone tenor, Corne inglês
- Seldon Powell - flauta, saxofone tenor
- Richard Tee - órgão
- Sam Brown - guitarra
- Joe Beck - guitarra
- Michael Moore - baixo
- Billy Cobham - bateria[4][5]

## Posições nas paradas
| Parada (1972)          | Pico |
| ---------------------- | ---- |
| U.S. Billboard Hot 100 | 40   |
| U.S. Billboard R&B     | 6    |

## Outras versões e usos
A canção foi incluída no box set de 1991 Star Time e na compilação de 1996 em CD Make It Funky - The Big Payback: 1971–1975.
A canção ganhou versões cover de James Chance and The Contortions em 1981, Van Hunt em 2006 e The Scallions (featuring The Impossebulls) em 2007.
Entre as canções que samplearam "King Heroin" estão a gravação de Truth Hurts em 2010, "Smoke," J Dilla em 2010 com "Heroin Joint," Quetzal em 2009 com "I Need the Street (Pernety Blues)", D'Nell em 2005 com "Different Day", Deichkind em 2000 com "Slangdaddy." e Home Brew em 2012 com "Radio" e "Radio Outro."
A banda alemã Virus gravou uma versão rock da canção para seu álbum "Thoughts" de (1971) e lançou uma versão editada da canção como single.